# Georges Hebdin
Georges Hebdin (ur. 19 kwietnia 1889 w Brugii, zm. 26 marca 1970) – belgijski piłkarz występujący podczas kariery na pozycji napastnika. Złoty medalista z Antwerpii.

## Życiorys
Hebdin całą swoją karierę spędził w Royale Union Saint-Gilloise. Pięciokrotnie zdobył z nimi mistrzostwo Belgii oraz dwukrotnie puchar Belgii.
Debiut w reprezentacji Belgii zaliczył 18 kwietnia 1908 roku w przegranym 8:2 towarzyskim meczu z amatorską reprezentacją Anglii. Wraz z kolegami zdobył złoty medal na Letnich Igrzyskach Olimpijskich 1920 w Antwerpii. Belgowie po kolei pokonywali reprezentacje Hiszpanii, Holandii oraz Czechosłowacji. Hebdim zagrał w meczu tylko z Hiszpanami. Ogólnie w kadrze rozegrał 12 spotkań.

### Występy w reprezentacji w danym roku
| Repreezentacja | Rok     | Mecze | Bramki |
| -------------- | ------- | ----- | ------ |
| Belgia         | 1908    | 2     | 0      |
| Belgia         | 1909    | 1     | 0      |
| Belgia         | 1913    | 3     | 0      |
| Belgia         | 1914    | 2     | 0      |
| Belgia         | 1919    | 1     | 0      |
| Belgia         | 1920    | 3     | 0      |
| Ogólnie        | Ogólnie | 12    | 0      |